# Мидсландский диалект

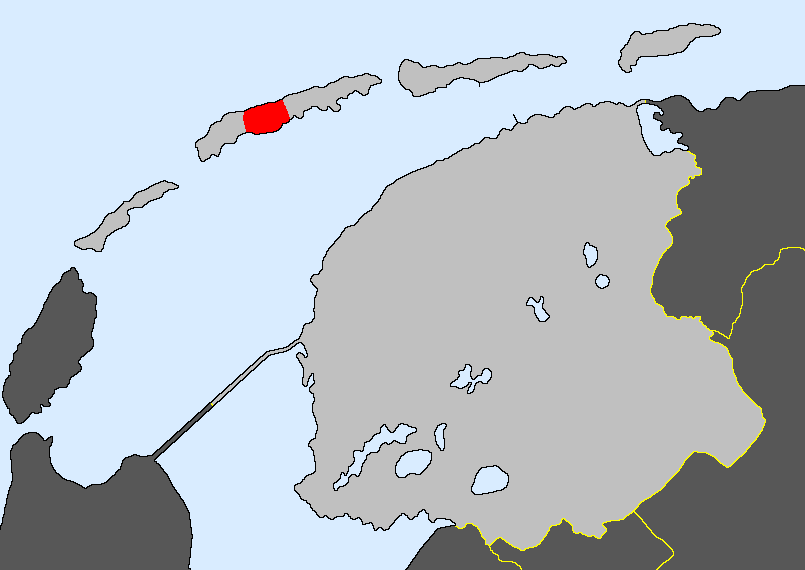
Область распространения мидсландского диалекта в провинции Фрисландия.

Мидсландский диалект (нидерл. Midslands, з.-фриз. Midslânsk, мидсландск. Meslânzers) — это голландско-фризский смешанный диалект, на котором говорят в центральной части ваттового острова Терсхеллинг, принадлежащего провинции Фрисландия. Он появился в результате многовекового голландского правления на Терсхеллинге, во время которого область близ деревни Мидсланд, административного центра острова, подверглась сильнейшему влиянию голландского административного языка. Мидсландский диалект особенно близок к амеландскому. С вестерским и астерским, двумя другими диалектами, на которых говорят на Терсхеллинге, у него гораздо меньше сходства, так как это фризские языковые формы.

## История
Хотя лингвист Г.Г. Клуке уже в начале XX века утверждал, что если в Западной Фрисландии ранее говорили на западнофризском, то тогда на том же языке изначально говорили и на Фризских островах, это не было сразу принято. Ещё в 1934 году профессор Гронингенского университета Клаас Херома, сам родом с острова Терсхеллинг, предположил, что его остров, вероятно, был изначально франкским, видя большое сходство между мидсландским и диалектами Влиланда, Тексела, Вирингена, Дрехтерланда (близ Энкхёйзена) и Зандама. По его идее, эта группа диалектов не имела никакого отношения к фризскому языку, и даже городской фризский имел совершенно иное происхождение. Он полагал, что два фризоговорящих района на оконечностях Терсхеллинга происходят от относительно недавних колоний фризов, которые происходили из региона Зёйдвестхук.
Сегодня считается, что основной причиной сходств, которые Херома увидел между мидсландским и упомянутыми голландскими диалектами, в действительности является фризский субстрат. Таким образом, общепринятый взгляд на сегодняшний день более тесно связан с обоснованием Клуке. Первоначально на Терсхеллинге, должно быть, говорили исключительно на фризском языке, но позже остров был оккупирован Альбрехтом Баварским, графом Голландии во время фризско-голландских войн в 1396 году, а затем перешёл под власть Голландии, которая продолжалась до 1942 года. Поскольку Мидсланд, к тому же, в течение многих лет функционировал в качестве административного центра, влияние голландского административного языка здесь было наибольшим, и, таким образом, Мидсланд с окрестными сёлами и деревнями постепенно переходил на голландский диалект, как это происходило на материковой части Фрисландии в городах. Считается, что этот процесс начался уже в XVI веке.
Чем дальше было нахождение от административного центра, тем меньше было влияние голландского, поэтому на западных и восточных оконечностях Терсхеллинга местные диалекты сохранили свой фризский характер. Тем не менее, мидсландский диалект на острове имел функцию своего рода лингва франка, общего языка, которым владели не только сами мидсландцы, но и носители вестерского и астерского диалектов. Таким образом, мидсландский диалект способствовал процессу взаимодействия, который также оставил явные следы в двух других диалектах.